# یامبو (نویسنده)
انریکو نوولی (به ایتالیایی: Enrico Novelli)، معروف به یامبو (۵ ژوئن ۱۸۷۶ – ۳۰ دسامبر ۱۹۴۳) نویسنده، روزنامه‌نگار و فیلم‌ساز ایتالیایی بود.
انریکو نوولی در ۵ ژوئن ۱۸۷۶ در پیزا به‌دنیا آمد. پدر او ارمته نوولی بود. او در روزنامه‌ها کار می‌کرد که اولین آن‌ها لاسیرا (روزنامه عصر) بود. او بین سال‌های ۱۹۲۷ و ۱۹۴۲ روزنامه‌ای به نام «روزنامه جدید فلورانس» را در فلورانس منتشر کرد.
او با نام مستعار «یامبو» کتاب‌های کودک می‌نوشت. ماجراهای سیوفتینو (۱۹۰۲) شناخته شده‌ترین اثر اوست.
یامبو در ۳۰ دسامبر ۱۹۴۳ در فلورانس درگذشت.